# Aviation Industry Corporation of China
Aviation Industry Corporation of China (AVIC) é uma empresa estatal aeroespacial e de defesa da República Popular da China. É classificada no 159º lugar nas listas Fortune Global 500.